# Układ wydechowy silnika spalinowego
Układ wydechowy silnika spalinowego (układ wylotowy) – zespół elementów silnika spalinowego, którego zadaniem jest odprowadzenie spalin z silnika spalinowego oraz zmniejszenie hałasu emitowanego przez silnik.
Spaliny, wytłaczane z cylindra trafiają do kolektora wydechowego, następnie są kierowane do pierwszego odcinka rury wydechowej, a następnie do tłumika, lub kilku szeregowo usytuowanych tłumików i następnie do wylotowej części rury wydechowej. W silnikach spalających benzynę bezołowiową (dziś praktycznie wszystkie benzynowe silniki samochodowe) pełni dodatkową funkcję oczyszczania spalin, które po opuszczeniu kolektora wydechowego kierowane są do katalizatora, gdzie są dopalane.

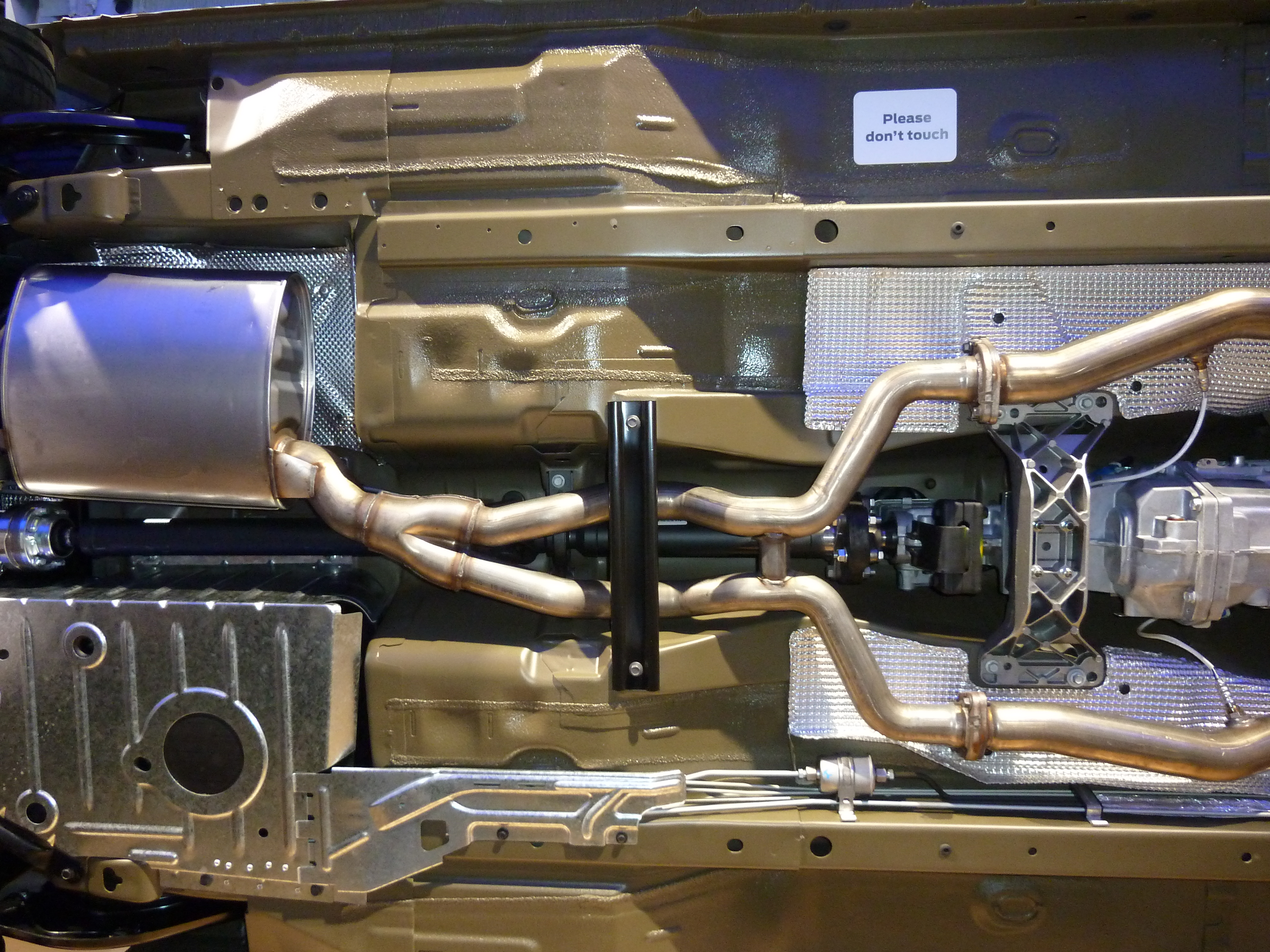
Rury doprowadzające spaliny z kolektora oraz tłumik w samochodowym układzie wydechowym

Wymagania, które powinny spełniać układy wylotowe to:
- minimalne opory przepływu,
- długi czas eksploatacji,
- niskie koszty produkcji.

W skład układu wylotowego wchodzą:
- kolektor wylotowy z rurą wylotową,
- tłumiki wylotowe,
- reaktor katalityczny